# Валдивија
Валдивија (шп. Valdivia) је град у Чилеу и седиште регије Лос Риос. Према процени из 2002. у граду је живело 140.559 становника. Град Валдивија је основан у 1552. Површина општине износи 1.015,6 km². Просјечна густина становништва износи 138,4 становника/km².